# کیست نابوتین

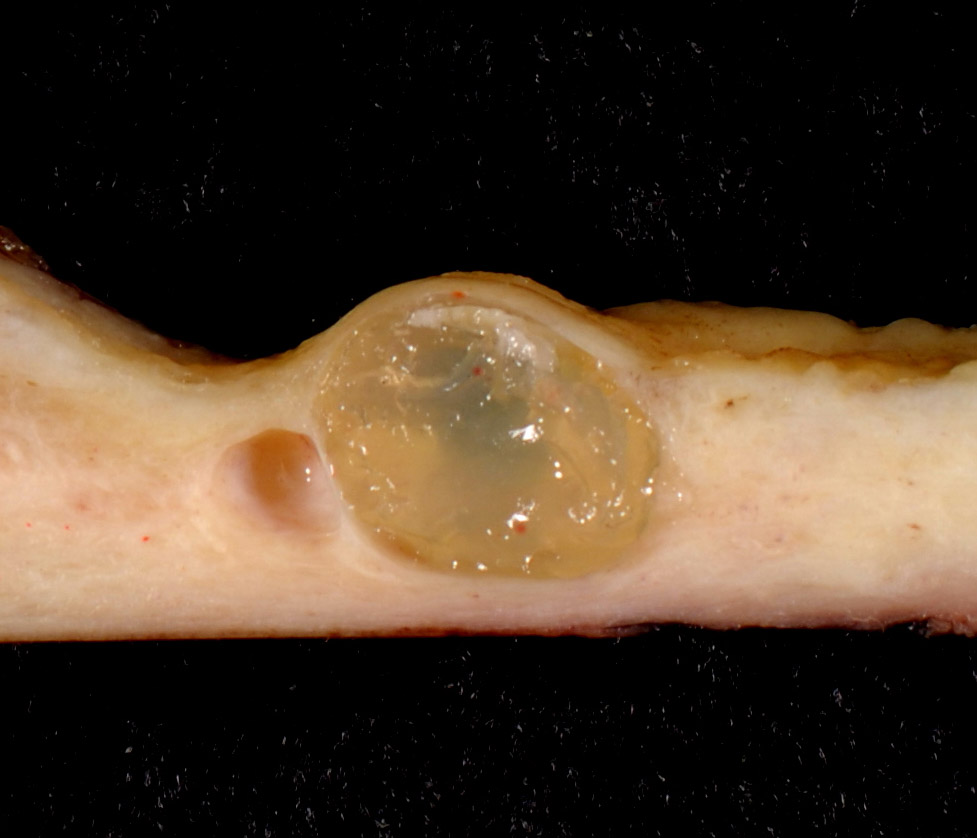
تصویری از کیست نابوتین

کیست نابوتین (به انگلیسی: nabothian cyst) کیستی مملو از مخاط زرد شفاف یا کهربایی روی سطح گردن رحم است. این کیست‌ها زمانی به‌وجود می‌آیند که بافت پوششی سنگفرشی مطبق که لایه بیرونی دهانه رحم را پوشانده‌است روی بافت پوششی منشوری یا استوانه ای ساده که داخل دهانه رحم است، رشد می‌کند. این رشد بافتی می‌تواند غدد تولیدکننده مخاط در دهانه رحم را مسدود کند و مخاط را انباشته و به‌صورت برجستگی‌های سفت و کیسه مانند در سطح دهانه رحم ظاهر می‌شوند، که به آن کیست نابوتین گفته می‌شود. ممکن است یک زن هنگام قرار دادن دیافراگم، معاینه دهانه رحم یا به‌طور تصادفی در هنگام ام ای ار و سونوگرافی متوجه این نوع کیست شود.

## نحوه تشخیص
یک پزشک ممکن است به صورت تصادفی طی معاینه معمولی لگن یا بارداری، کیست‌های نابوتین را شناسایی کند. با انجام کولپوسکوپی، می‌توانند کیست‌ها را از نزدیک بررسی نماید. این روش تعیین می‌کند که برجستگی‌ها کیست نابوتین هستند یا مورد دیگری است. همچنین ممکن است پزشک سونوگرافی واژینال، اسکن ام آر آی یا سی تی اسکن را برای بررسی کیست‌های نابوتین انجام دهد. اگر لازم باشه از بافت کیست نمونه برداری می‌شود، زیرا کیست‌های نابوتین ممکن است گاهی اوقات شبیه آدنوم بدخیم باشند که نوع نادری از سرطان دهانه رحم است. این کیست‌ها به خودی خود مشکلی ایجاد نمی‌کنند. همچنین اگر از نوع سرطانی باشند به همراه علائم زیر است:
- گرفتگی‌های دردناک در دوران قاعدگی
  - قاعدگی طولانی یا سنگین تر از حد معمول
  - خونریزی در حین یا بعد از رابطه جنسی
  - ترشحات آبکی واژن

## درمان
کیست‌های نابوتین معمولاً نیاز به هیچ درمانی ندارند و اغلب خود به خود برطرف می‌شوند. با این حال یکی از روش‌های درمانی برای کیست‌های نابوتین بزرگ سرما درمانی یا همان کرایو است. به ندرت ممکن است کیست آن قدر بزرگ باشد که از انجام آزمایش پاپ اسمیر توسط پزشک جلوگیری کند، در این صورت پزشک احتمالاً کیست را با سوزن سوراخ کرده و تخلیه می‌کند. اگر کیست‌های نابوتین در دهانه رحم همراه با التهاب دهانه رحم باشد، باید علت اصلی التهاب درمان شود.

## عوارض و خطرات
در بسیاری از موارد، کیست‌های نابوتین نگران کننده نیستند و بیشتر افراد هیچ علائمی را تجربه نمی‌کنند. با این حال، کیست‌های بزرگ ممکن است دهانه رحم را مسدود کرده و انجام معاینات معمول را برای پزشک دشوار کند. این کیست‌های بزرگ ممکن است گاهی اوقات باعث افتادگی دستگاه تناسلی نیز بشوند. افتادگی دستگاه تناسلی زمانی اتفاق می‌افتد که اندام‌های لگن مانند رحم پایین‌تر از حد معمول قرار بگیرند. این شرایط می‌تواند باعث ناراحتی و احساس کشیدگی و درد در ناحیه لگن شود. در این موارد، احتمال اینکه به عمل سیستکتومی (برداشتن همه یا بخشی از مثانه) برای برداشتن کیست‌ها و درمان افتادگی دستگاه تناسلی نیاز باشد، وجود دارد.